# Stazione di Vignale-Riotorto
La stazione di Vignale-Riotorto è una stazione ferroviaria situata in località Vignale, presso Riotorto, frazione del comune di Piombino, nella provincia di Livorno, in Toscana.
È classificata nella categoria Bronze di RFI.
I treni sono di tipo Regionale e Regionale veloce. In totale sono circa dieci i treni che effettuano servizio in questa stazione.

## Storia
La stazione di Vignale-Riotorto fu attivata il 15 dicembre 1893.